# Заячолапові
Заячолапові (Rhytidiaceae) — родина мохів з порядку гіпнобрієвих (Hypnales).
Родина містить один вид — Rhytidium rugosum, який поширений у Північній півкулі.